# Чеси
Чеси (чеш. Češi) су западнословенски народ, који претежно живи у Чешкој, где чини око 81% становништва. Чеси су већим делом атеисти, док су у мањој мери римокатолици, а има и протестаната. Говоре чешким језиком, који спада у словенску групу индоевропске породице језика.
Етнички Чеси су се на енглеском назвали Бохеми до почетка 20. века, што се односило на некадашњи назив њихове земље, Бохемија, који је преузет од племена келтских Боја из касног гвозденог доба. Током периода сеобе, западнословенска племена су се населила на том подручју, „асимилирала преостало келтско и германско становништво“, и формирала кнежевину у 9. веку, која је у почетку била део Велике Моравске, у облику Војводства Бохемије, а касније Краљевине Бохемија, претходнице савремене републике.
Чешка дијаспора се налази у значајном броју у Сједињеним Државама, Канади, Израелу, Аустрији, Немачкој, Словачкој, Швајцарској, Италији, Уједињеном Краљевству, Аустралији, Француској, Русији, Аргентини, Румунији и Бразилу, између осталих.

## Етноним
Чешка етничка група је део западнословенске подгрупе веће словенске етнолингвистичке групе. Западни Словени воде порекло од раних словенских племена која су се населила у средњој Европи након што су источногерманска племена напустила ово подручје током периода миграција. Западнословенско племе Чеха населило се на подручју Чешке током периода миграције, и асимиловало преостало келтско и германско становништво.  У 9. веку је формирано Војводство Чешка, под династијом Премислид, која је била део Велике Моравске под Сватоплуком I. Према митологији, оснивач чешког народа био је праотац Чех, који је према легенди довео племе Чеха у своју земљу.
Чеси су у блиском сродству са суседним Словацима (са којима су чинили Чехословачку 1918–1992). Чешко-словачки језици чине дијалекатски континуум, а не два јасно различита језика. Чешки културни утицај у словачкој култури је примећен као много већи него обрнуто. Чешки (словенски) народ има дугу историју суживота са германским народом. У 17. веку немачки је заменио чешки у централној и локалној администрацији; виши слојеви у Чешкој и Моравској су германизовани и заговарали su политички идентитет (Landespatriotismus), док је чешки етнички идентитет опстао међу нижим и нижим средњим слојевима. Чешки национални препород догодио се у 18. и 19. веку са циљем да оживи чешки језик, културу и национални идентитет. Чеси су били покретачи панславизма.
Чешки етноним (архаичнo Čechové) је био назив словенског племена у централној Чешкој које је потчинило околна племена крајем 9. века и створило чешку/бохемску државу. Порекло имена самог племена је непознато. Према легенди, потиче од њиховог вође Чеха, који их је довео у Чешку. Истраживања сматрају Чех дериватом од корена чел- (припадник народа, сродник). Чешки етноним усвојили су Моравци у 19. веку.

## Генетика
Чеси, као и већина Европљана, углавном потичу из три различите лозе: мезолитских ловаца-сакупљача, који потичу од кромањонске популације која је стигла у Европу пре око 45.000 година, неолитских фармера који су мигрирали из Анадолије током неолитске револуције Пре 9.000 година, и степски сточари Jamnа који су се проширили у Европу из понтско-каспијске степе у контексту индоевропских миграција пре 5000 година.
На становништво Чешке земље утицале су различите људске миграције које су током времена прошириле Европу. У својим Y-ДНК хаплогрупама, које се наслеђују по мушкој линији, Чеси су показали мешавину источноевропских и западноевропских особина. Према студији из 2007. године, 34,2% чешких мушкараца припада Р1а. Унутар Чешке, чини се да се удео Р1а постепено повећава од запада ка истоку Према студији из 2000. године, 35,6% чешких мушкараца има хаплогрупу Р1б, која је веома честа у западној Европи међу германским и келтским нацијама, али ретка међу словенским народима. Студија мтДНК на 179 појединаца из западне Бохемије показала је да је 3% имало источноевроазијске лозе које су можда ушле у генетски фонд мешањем са номадским племенима централне Азије у раном средњем веку. Група научника је сугерисала да висока учесталост мутације гена која изазива цистичну фиброзу у средњоевропској (укључујући Чешку) и келтској популацији подржава теорију о неком келтском пореклу међу чешком популацијом.
| Популација | н   | Р1б  | Р1а  | И   | Е1б1б | Ј   | Г   | Н   | Т   | Други | Референца                    |
| ---------- | --- | ---- | ---- | --- | ----- | --- | --- | --- | --- | ----- | ---------------------------- |
| Чешка      | 257 | —    | 342  | 183 | 58    | 47  | 51  | 16  | —   | —     | Луца и др. 2007              |
| Чешка      | ?   | 356  | ?    | ?   | ?     | ?   | ?   | ?   | ?   | ?     | Семино и др. 2000            |
| Чешка      | 817 | 29.4 | 26.7 | 8.6 | 4.9   | 5.6 | 6.8 | 3.2 | 1.0 | —     | Чешки ДНК пројекат 2001–2018 |

## Географија
Чеси живе у три историјске земље: Чешкој, Моравској и Чешкој Шлезији; ови региони чине савремену Чешку Републику. Међутим, земља је сада подељена на 14 административних региона. Локална култура се донекле разликује у сваком од историјских региона. Моравци су обично више националистички регионални патриоти Моравске, али говоре и чешки. Локални дијалекти (као што су централночешки, чодски дијалект, моравски дијалекти, цешински шлески итд.) говоре се у различитим деловима земље.

## Историја
Становништво Чешке потиче од различитих народа словенског, келтског и германског порекла. На чешкој територији забележено је присуство Западних Словена у VI веку у доба сеобе народа.  Словени су се населили у Чешкој, Моравској и Аустрији негде током 6. или 7. века и „асимилирали преостало келтско и германско становништво“. Према популарном миту, Словени су дошли са праоцем Чехом који се настанио на планини Рип.
Током 7. века, франачки трговац Само, подржавајући Словене у борби против оближњих насељених Авара, постао је владар прве познате словенске државе у средњој Европи, Самовог царства. Кнежевина Велика Моравска, коју је контролисала династија Мојмир, настала је у 8. веку и достигла врхунац у 9. (за време владавине Сватоплука I Моравског) када је суздржала утицај Франака. Велика Моравска је христијанизована, а пресудну улогу одиграла је византијска мисија Ћирила и Методија . Војводство Бохемија је настало крајем 9. века. Године 880, Прашки дворац је подигао кнез Боривој, оснивач династије Премислид и основао је град Праг. Вратислав II је био први чешки краљ 1085. године, а војводство је подигнуто у наследно краљевство под Отокаром I 1198. године.
Друга половина 13. века била је период напредовања немачке имиграције у Чешку. Број Чеха који данас имају бар делимично немачко порекло вероватно се пење на стотине хиљада. Хабзбуршка монархија је велики део своје моћи усмерила на верске ратове против протестаната. Док су се ови верски ратови одвијали, чешки поседи су се побунили против Хабзбурга од 1546. до 1547. али су на крају поражени.
Прашке дефенестрације 1618. године наговестиле су отворену побуну боемских имања против Хабзбурга и започеле Тридесетогодишњи рат. После битке на Белој гори 1620. године, све чешке земље су проглашене наследним власништвом породице Хабзбург. Немачки језик је изједначен са чешким језиком.
Чешки родољубиви аутори имају тенденцију да следећи период, од 1620. до 1648. до касног 18. века, називају „мрачним добом“. Карактерише га пустошење страних трупа; германизација и економски и политички пад. Процењује се да је становништво Чешке тада опало за трећину.
Осамнаести и деветнаести век карактерише чешки национални препород, фокусирајући се на оживљавање чешке културе и националног идентитета.
Од почетка 20. века Чикаго је град са трећим по броју становника Чешке, после Прага и Беча.
Током Првог светског рата, чехословачке легије су се бориле у Француској, Италији и Русији против Централних сила. Године 1918. проглашена је независна држава Чехословачка. Чеси су чинили водећу класу у новој држави насталој од остатака Аустроугарске монархије.
После 1933. Чехословачка је остала једина демократија у централној и источној Европи. Међутим, 1938. Минхенски споразум је одвојио Судете, са значајном чешком мањином, од Чехословачке, а 1939. године немачки нацистички режим је успоставио протекторат Чешке и Моравске за Resttschechei (крња чешка држава). Емил Хача је постао председник протектората под нацистичком доминацијом, што је дозвољавало само пронацистичка чешка удружења и тежило да се наглашавају везе Чеха са боемским Немцима и другим деловима немачког народа, како би се олакшала асимилација германизацијом. У Лидицама, Лежакију и Јаворжичком нацистичке власти су починиле ратне злочине над локалним чешким становништвом. 2. маја 1945. Прашки устанак је достигао врхунац, подржан од стране Руске ослободилачке војске. Послератно протеривање Немаца из Чехословачке и непосредне репресалије против Немаца и нацистичких колаборациониста од стране чешког отпора и чехословачких државних власти, учиниле су да се Чеси – посебно почетком 1950-их – настањују заједно са Словацима и Ромима у бившим земљама Судетских Немаца, који су одатле депортовани у Источну Немачку, Западну Немачку и Аустрију према Потсдамској и Јалтинској конференцији.
Инвазију Варшавског пакта на Чехословачку 1968. године пратио је талас емиграције, који је био невиђен раније и заустављен убрзо након 1969. (процена: 70.000 одмах, 300.000 укупно), типично висококвалификованих људи.
Десетине хиљада Чеха вратило се из Волиније и Баната после Другог светског рата. Од 1990-их, Чешка Република ради на репатријацији етничких Чеха из Румуније и Казахстана.
Након уласка Чешке у Европску унију у мају 2004. године, Чеси су постепено стекли право да раде у земљама ЕУ без радне дозволе.

## Знаменити Чеси

### Историјске личности
Последњих пет Пшемисловића били су краљеви: Отокар I, Карло IV, Вацлав I, Отокар II, Вацлав II и Вацлав III[[. Најуспешнији и најутицајнији од свих чешких краљева био је Карло IV, који је постао и цар Светог римског царства. Династија Луксембург донела је врхунац чешке (боемске) државности, територијалног и утицаја, као и напредак у многим областима људских подухвата.
Многи људи се сматрају националним херојима и културним иконама, многе националне приче тичу се њихових живота. Јан Хус је био верски реформиста из 15. века и духовни отац покрета Хусита. Јан Жижка и Прокоп Велики били су вође хуситске војске, Ђорђе од Подебрада је био хуситски краљ. Албрехт фон Валенштајн је био значајан војсковођа током Тридесетогодишњег рата. Учитељ нација Јан Амос Коменски се такође сматра значајном фигуром у чешкој историји. Јозеф Радецки фон Радец је био аустријски генералштаб током каснијег периода Наполеонових ратова. Јозеф Јунгман је често заслужан за ширење савременог чешког језика и спречавање његовог изумирања. Најпознатији чешки историчар био је Франтишек Палацки, често називан „оцем нације“.

### Савремени политичари
Једна од најзначајнијих личности су оснивачи Чехословачке, модерне државе независности чешког и словачког народа, председници Томаш Гариг Масарик и Едвард Бенеш, који је био и вођа изгнаничке владе у Другом светском рату. Лудвик Свобода је био шеф чехословачких војних јединица на Источном фронту током Другог светског рата (касније председник Чехословачке). Кључне личности комунистичког режима били су Клемент Готвалд, Антоњин Запотоцки, Антоњин Новотни (и Словак Густав Хусак), а најпознатије жртве овог режима били су Милада Хоракова и Рудолф Слански. Јан Палах је извршио самоспаљивање као политички протест против краја Прашког пролећа који је резултат инвазије на Чехословачку 1968. од стране армија Варшавског пакта.
Још један значајан политичар након пада комунистичког режима је Вацлав Хавел, последњи председник Чехословачке и први председник Чешке Републике. Први директно изабрани председник Чешке био је Милош Земан.
Чешка је имала више премијера, од којих су први били председници Вацлав Клаус и Милош Земан. Други премијери Чешке Републике били су конзервативни политичари као што су Мирек Тополанек, Петр Нечас и социјалдемократи као што су Владимир Шпидла, Јиржи Пароубек, Бохуслав Соботка.
Дипломата Медлин Олбрајт је чешког порекла и течно је говорича чешки језик. Друге познате чешке дипломате били су Јан Масарик или Јиржи Динстбир.

### Наука
Чеси су се етаблирали углавном у биологији, хемији, филологији и египтологији.
- Хемија – Јарослав Хејровски (Нобелова награда 1959), Ото Вихтерле, Зденко Ханс Скрауп, Антоњин Холи
- Биологија – Јохан Грегор Мендел, Јан Евангелиста Пуркине, Царл Боривој Пресл, Јан Сватоплук Пресл, Карел Домин, Каспар Марија фон Штернберг, Фриедрицх вон Берцхтолд, Фердинанд Столицзка, Венцеслас Бојер, Јан Јански
- Математика – Едуард Чех, Мирослав Катетов, Петр Вопенка, Вацлав Цхватал, Отакар Борувка, Војтецх Јарник, Курт Годел
- Физика и инжењерство – Игназ вон Борн, Франтишек Бехоунек, Јан Марек Марци, Јосеф Рессел, Франтишек Крижик, Винценц Строухал, Прокоп Дивиш, Франтишек Јосеф Герстнер, Ернст Мацх
- Астрономија – Антонин Мркош, Антонин Бечвар
- Астронаутика – Владимир Ремек
- Филологија – Бедрих Хрозни, Јозеф Добровски, Јозеф Јунгман, Вилем Матезијус, Јулијус Покорни, Рене Велек, Јан Мукаровски
- Медицина – Карл фон Рокитански, Џозеф Шкода
- Археологија – Павел Павел, Лубор Нидерле, Карел Абсолон, Мирослав Вернер
- Антропологија и етнографија – Алеш Хрдличка, Емил Холуб, Алоис Мусил
- Историја – Франтишек Палацки, Бохуслав Балбин, Константин Јиречек, Макс Дворак, Мирослав Хроцх
- Филозофија – Едмунд Хусерл, Јан Паточка, Карел Косик, Егон Бонди, Ладислав Клима
- Психологија – Макс Вертхајмер, Станислав Гроф, Сигмунд Фројд
- Теологија – Јан Хус, Јероним Прашки, Петр Челчици, Јан Рокицана, Томаш Шпидлик, Томаш Халик
- Савремени окултизам – Франц Бардон
- Педагогија – Јан Амос Коменски
- Фолклористи – Франтишек Ладислав Челаковски, Карел Јаромир Ербен
- Теорија књижевности – Карел Тејге, Павел Јаначек

### Спорт
Бројни славни Чеси су остварили спортске успехе, посебно у тенису, фудбалу, хокеју и атлетици:
- Тенис – Јарослав Дробни, Јан Кодеш, Мартина Навратилова, Иван Лендл, Хана Мандликова, Јана Новотна, Хелена Сукова, Петр Корда, Петра Квитова,[56] Томаш Бердих, Каролина Плишкова, Барбора Крејкова
- Фудбал – Олдрих Неједли, Антонин Пуч, Франтишек Планичка, Јозеф Бикан, Антоњин Паненка, Јозеф Масопуст, Иво Виктор, Карел Поборски, Павел Недвед, Здењек Нехода, Јан Колер, Марек Јанкуловски, Владимир Шмицер, Томаш Росицки,[57][58] Петр Чех
- Хокеј – Јаромир Јагр, Доминик Хашек, Владимир Ружичка, Јиржи Шлегр, Иван Хлинка, Јиржи Холечек, Јарослав Пузар, Јиржи Хрдина, Петр Сикора, Патрик Елијаш, Боби Холик
- Атлетика – Емил Затопек, Дана Затопкова, Јармила Кратоцхвилова, Роман Шебрле, Јан Железны, Барбора Шпотакова
- Шах – Вилхелм Штајниц, Вера Менчикова, Ричард Рети, Сало Флор, Давид Навара
- Остали – Вера Чаславска, Мартина Сабликова, Мартин Доктор, Штепанка Хилгертова, Јосеф Холечек, Катерина Неуманова, Филип Јиха, Јан Весели, Естер Ледецка

### Музика
Прва значајна дела чешке музике настала су у 11. веку. Велики напредак чешке вештачке музике почиње крајем ренесансе и раног барока, конкретно у делима Адама Вацлава Михне з Отрадовића, где се уздизао специфичност чешке музике утицајем праве народне музике . Ова традиција је одредила развој чешке музике и остала је главни знак у делима великих чешких композитора готово свих епоха – Јана Дисмаса Зеленке и Јозефа Мисливечека у бароку, Беджиха Сметане и Антоњина Дворжака у романтизму, Леоша Јаначека, Бохуслава Мартинуа и Јозефа, Сук у модерној класици или Петр Ебен и Милослав Кабелач у савременој класичној музици.
Чешки музичари су такође играли важну улогу у развоју европске музике. Јан Вацлав Антонин Стамић је у 18. веку допринео стварању класицизма у музици иновацијама у композиционим облицима и оснивањем школе у Манхајму. Слично, експерименти Антонина Рејче су предочили нове композиционе технике у 19. веку. Утицај чешких музичара проширио се и ван граница европског континента, када је Антонин Дворжак створио нови амерички класични музички стил, користећи богатство етничке музике те земље током своје мисије у САД. Мора се поменути и допринос Алоиса Хабе микротоналној музици у 20. веку.
Чешка музика је стигла чак до Кине династије Ћинг. Карел Славичек је био језуитски мисионар, научник и синолог који је представљен цару Кангси 3. фебруара 1717. у Пекингу. Цар га је фаворизовао и запослио као дворског музичара. (Славичек је био играч Спинета).
Неки значајни модерни чешки музичари су композитор и гитариста са седиштем у САД Иван Крал, музичар и композитор Јан Хамер и рок бенд The Plastic People of the Universe који је играо важну улогу у андерграунд покрету током комунистичког режима.
Чешка је први пут учествовала на такмичењу за Песму Евровизије 2007. Чешка извођачица се први пут квалификовала у велико финале 2016. године када је певачица Габријела Гунчикова завршила на 25. месту. Певач Миколас Јозеф је 2018. године дошао до 6. места на такмичењу, што је најбољи резултат Чешке Републике до данас.
Друга значајна имена: Франц Бенда, Рафаел Кубелик, Јан Ладислав Дусек, Витезслав Новак, Зденек Фибицх, Јан Кубелик, Јиржи Антонин Бенда, Јулиус Фучик, Карел Свобода, Карел Крил, Вацлав, Кславар, Кслав риштн Војтецх Живни, Јосеф Бохуслав Фоерстер, Магдалена Кожена, Карел Анчерл, Ема Дестиннова, Мариа Јеритза, Франтишек Ксавер Брики, Јири Белохлавек, Оскар Недбал, Карел Гот.

### Књижевност
Јарослав Сајферт је за своју поезију добио Нобелову награду за књижевност. Божена Немцова је постала културна икона и стекла је велику славу својом књигом Бабичка (Бака ). Други значајни чешки писци су Милан Кундера, Карел Чапек, Јарослав Хашек, Јан Неруда, Франц Кафка, Бохумил Храбал, Виктор Дик, Козма Прашки, Алојс Јирасек, Карел Ербен, Јири Волкер, Карел Хинек Маха, Арношт Лустиг, Јарослав Врхлицки, Карел Хавличек Боровски, Иван Клима, Егон Ервин Киш, Владимир Холан, Јулијус Зејер или Сватоплук Чех. Од савремених чешких писаца могу се издвојити Јахим Топол, Патрик Оуредник, Михал Вивег или Даниела Ходрова. Значајни драмски писци били су Карел Чапек, Франтишек Лангер или Јозеф Кајетан Тил. У позоришној авангарди важни су: Јан Верих, Јиржи Восковец, Емил Франтишек Буријан. Познати новинари били су Јулијус Фучик, Милена Јесенска или Фердинанд Пероутка.

### Визуелна уметност
Миколаш Алеш је био сликар, познат по редизајнирању Прашког народног позоришта. Алфонс Муха је био утицајан уметник у покрету Арт Нуво едвардијанског периода. Франтишек Купка је био пионир и суоснивач покрета апстрактне уметности. Други познати сликари су Јозеф Чапек, Јозеф Лада, Теодорик Прашки, Вацлаус Холар, Тојен, Јан Купецки, Петр Брандл, Владимир Вашичек, Вацлав Брожик, Јозеф Манес, Карел Шкрета или Макс Швабински. Познати вајари били су Јосеф Вацлав Мислбек или Матиаш Бернард Браун, фотографи Јан Саудек, Јосеф Судек, Франтишек Дртикол или Јосеф Коуделка, илустратори Зденек Буриан или Адолф Борн, архитекти Јан Котера или Јосеф Гочар. Јири Килиан је био значајан балетски кореограф.

### Филм
Редитељ Милош Форман, најпознатији по свом филму Лет изнад кукавичјег гнезда, чешког је порекла, а каријеру је започео у Чехословачкој. Форман је био члан Чешког новог таласа. Међу осталим члановима били су Јиржи Менцел (Оскар 1967), Иван Пасер, Вера Читилова и Елмар Клос (Оскар 1965). Оскара за најбољи филм на страном језику добио је и Јан Сверак (1996). Утицајни надреалистички редитељ и аниматор Јан Шванкмајер. У области анимације и луткарског филма прославили су се Зденек Милер, Карел Земан и Јиржи Трнка.
Глумци Зденек Сверак, Властимил Бродски, Владимир Меншик, Либуше Шафранкова или Карел Роден такође су оставили траг у модерној чешкој историји. Најуспешнија чешка еротска глумица је Силвија Сент.

### Моделинг
Прве чешке манекенке које су направиле искорак у међународном моделингу биле су Паулина Поризкова или Ивана Трамп. После пада комунизма у Чехословачкој, многи други модели су успели: Каролина Куркова, Ева Херцигова, Тањана Кухарова, Петра Немацова и Данијела Пештова.

### Светитељи
Чешка култура укључује поштовање многих светитеља, пре свега Светог Вацлава, заштитника чешког народа, Светог Јована Непомука, Светог Адалберта, Свети Прокопије Чех или Света Агнеза Чешка (Anežka Česká). Иако није хришћанин, рабин Јуда Лоу бен Безалел из Прага, научник из 16. века и једна од најутицајнијих личности јеврејске историје, такође се сматра делом верског наслеђа земље.

### Дијаспора
Људи чешког порекла укључују: астронауте Џина Сернана и Џима Ловела, филмске режисере Криса Колумба и Џима Џармуша, пливача Кејти Ледеки, политичаре Џона Форбса Керија и Каспара Вајнбергера, хемичара и добитника Нобелове награде Томаса Чеха, физичара Фрида Гујана, Карла Гујана, Фридриха Хајека, сликара Јан Матејко, Густав Климт, Егон Шиле и Оскар Кокошка, глумци Ештон Кучер, Сиси Спејсек и Ким Новак, тенисери Ричард Крајичек, Јакоб Хласек и Стен Вавринка, певач Џејсон Мраз, председник Бразила Јуселино Кубичек, оснивач компаније Мекдоналда, Реј Крок, писци Георг Тракл и Роберт Мусил, градоначелник Чикага Антон Чермак и Иванка Трамп и њен брат Доналд Трамп млађи.

## Језик
Чешким језиком говори око 12 милиона људи широм света, али велика већина је у Чешкој . Развио се из прасловенског језика у 10. веку и међусобно је сличан словачком језиком и говорница два језика могу да међусобно воде конверзацију.

## Религија
Ричард Феликс Стар је 1977. описао Чехе као „толерантне, па чак и равнодушне према религији“.
Након боемске реформације, већина Чеха (око 85%) постали су следбеници Јана Хуса и других регионалних протестантских реформатора. Пораз у бици на Белој планини донео је корените верске промене и започео низ интензивних акција које су предузели Хабзбурговци како би чешко становништво вратили у Римокатоличку цркву. Након што су Хабзбурговци повратили контролу над Бохемијом, чешки народ је насилно примио римокатолицизам. Све врсте протестантских заједница укључујући различите гране хусита, лутерана и реформатора су или протеране, убијене или претворене у католичанство. Католичка црква је изгубила већину својих присталица током комунистичке ере.
Године 2015. Pew Research Center је навео да се 72% становништва Чешке Републике изјаснило да је нерелигиозно, у категорију која укључује атеисте, агностике и оне који своју религију описују као „ништа посебно“, 26% су били хришћани (огромна већина католици), док је 2% припадало другим вероисповестима.

## Демографија
У Чешкој Републици, националној држави чешког народа, 6.732.104 (63,7%) се изјаснило као етнички Чеси према попису из 2011. године. Значајно је да је још 2.742.669 (26%) било неизјашњено, а 522.474 (4,9%) изјашњено као Моравци.  Постоји велика чешка дијаспора, која укључује 1.703.930 Американаца чешког/чехословачког порекла, 94.805 Канађана чешког порекла, процењено је 45.000 Чеха у Уједињеном Краљевству,  и око 31.000 у Аустралији. Постоје мање заједнице широм Европе. Број Израелаца чешко-јеврејског порекла се процењује на око 50.000 до 100.000.